# Polisportiva Due Principati 2019-2020
Questa voce raccoglie le informazioni riguardanti la Polisportiva Due Principati nelle competizioni ufficiali della stagione 2019-2020.

## Organigramma societario
Area direttiva
- Presidente: Francesco Montuori

Area tecnica
- Allenatore: Vito Ferrara (fino al 10 ottobre 2019), Leonardo Barbieri (dall'11 ottobre 2019)
- Allenatore in seconda: Stefano Cinelli

## Rosa
| N° | Nome                 | Ruolo | Data di nascita   | Nazionalità sportiva |
| -- | -------------------- | ----- | ----------------- | -------------------- |
| 1  | Maria Chiara Norgini | L     | 11 settembre 1998 | Italia               |
| 2  | Marianna Ferrara     | S     | 29 ottobre 1996   | Italia               |
| 3  | Alessia Travaglini   | C     | 10 aprile 1988    | Italia               |
| 4  | Diletta Sestini      | C     | 3 maggio 1987     | Italia               |
| 5  | Linda Martinuzzo     | C     | 10 ottobre 1992   | Italia               |
| 6  | Jessica Panucci      | S     | 6 maggio 1992     | Italia               |
| 7  | Martina Ferrara      | L     | 28 gennaio 1999   | Italia               |
| 8  | Krystle Esdelle      | O     | 1º agosto 1984    | Trinidad e Tobago    |
| 10 | Arianna Peruzzi      | S     | 6 settembre 2001  | Italia               |
| 11 | Anna Amaturo         | P     | 17 luglio 2001    | Italia               |
| 14 | Giulia Bartesaghi    | S     | 5 settembre 1998  | Italia               |
| 16 | Miriam D'Arco        | O     | 16 gennaio 1995   | Italia               |
| 17 | Sara De Lellis       | P     | 14 novembre 1986  | Italia               |

## Risultati

### Serie A2

#### Regular season

##### Girone di andata
| 1ª giornata - 6 ottobre 2019 Palazzetto Sant'Antonio, Pontecagnano Faiano   | Due Principati | 0 - 3 | Olimpia Teodora     | 19-25, 25-27, 25-27               |
| 2ª giornata - 13 ottobre 2019 PalaRuffini, Torino                           | CUS Torino     | 3 - 0 | Due Principati      | 25-16, 25-12, 26-24               |
| 3ª giornata - 20 ottobre 2019 Palazzetto San Luigi, Busto Arsizio           | Futura Giovani | 3 - 0 | Due Principati      | 25-15, 31-29, 27-25               |
| 4ª giornata - 27 ottobre 2019 Palazzetto Sant'Antonio, Pontecagnano Faiano  | Due Principati | 0 - 3 | Trentino Rosa       | 16-25, 20-25, 15-25               |
| 5ª giornata - 31 ottobre 2019 Honey Sport City, Roma                        | Roma Club      | 3 - 2 | Due Principati      | 25-22, 18-25, 21-25, 25-21, 15-10 |
| 6ª giornata - 3 novembre 2019 Palazzetto Sant'Antonio, Pontecagnano Faiano  | Due Principati | 3 - 2 | Marsala             | 25-17, 16-25, 25-18, 14-25, 15-13 |
| 7ª giornata - 10 novembre 2019 PalaFontescodella, Macerata                  | Helvia Recina  | 3 - 0 | Due Principati      | 25-20, 25-23, 25-19               |
| 8ª giornata - 17 novembre 2019 PalaManera, Mondovì                          | Mondovì        | 3 - 1 | Due Principati      | 25-18, 23-25, 25-12, 25-15        |
| 9ª giornata - 24 novembre 2019 Palazzetto Sant'Antonio, Pontecagnano Faiano | Due Principati | 3 - 2 | Montecchio Maggiore | 17-25, 25-23, 24-26, 25-17, 15-11 |

##### Girone di ritorno
| 10ª giornata - 1º dicembre 2019 PalaCosta, Ravenna                           | Olimpia Teodora     | 3 - 1 | Due Principati | 25-20, 23-25, 25-21, 25-15        |
| 11ª giornata - 8 dicembre 2019 Palazzetto Sant'Antonio, Pontecagnano Faiano  | Due Principati      | 1 - 3 | CUS Torino     | 15-25, 25-20, 23-25, 15-25        |
| 12ª giornata - 15 dicembre 2019 Palazzetto Sant'Antonio, Pontecagnano Faiano | Due Principati      | 0 - 3 | Futura Giovani | 15-25, 22-25, 22-25               |
| 13ª giornata - 22 dicembre 2019 PalaSanbapolis, Trento                       | Trentino Rosa       | 3 - 0 | Due Principati | 25-20, 25-17, 25-14               |
| 14ª giornata - 26 dicembre 2019 Palazzetto Sant'Antonio, Pontecagnano Faiano | Due Principati      | 3 - 0 | Roma Club      | 25-23, 25-22, 25-21               |
| 15ª giornata - 29 dicembre 2019 PalaBellina, Marsala                         | Marsala             | 2 - 3 | Due Principati | 20-25, 25-23, 24-26, 28-26, 11-15 |
| 16ª giornata - 5 gennaio 2020 Palazzetto Sant'Antonio, Pontecagnano Faiano   | Due Principati      | 3 - 0 | Helvia Recina  | 25-20, 25-18, 25-20               |
| 17ª giornata - 12 gennaio 2020 Palazzetto Sant'Antonio, Pontecagnano Faiano  | Due Principati      | 3 - 0 | Mondovì        | 25-20, 25-19, 25-22               |
| 18ª giornata - 19 gennaio 2020 PalaCollodi, Montecchio Maggiore              | Montecchio Maggiore | 3 - 0 | Due Principati | 25-19, 25-23, 25-19               |

#### Pool salvezza

##### Girone di andata
| 1ª giornata - 8 febbraio 2020 Palazzetto Sant'Antonio, Pontecagnano Faiano  | Due Principati   | 3 - 0 | Club Italia    | 25-19, 25-16, 25-21        |
| 2ª giornata - 16 febbraio 2020 PalaCesari, Cutrofiano                       | Cutrofiano       | 1 - 3 | Due Principati | 23-25, 23-25, 25-23, 24-26 |
| 3ª giornata - 23 febbraio 2020 Palazzetto Sant'Antonio, Pontecagnano Faiano | Due Principati   | 3 - 1 | Talmassons     | 25-22, 25-19, 22-25, 25-18 |
| 4ª giornata - 18 marzo 2020 PalaPaganelli, Sassuolo                         | Academy Sassuolo | -     | Due Principati | annullata                  |
| 5ª giornata - 8 marzo 2020 Palazzetto Sant'Antonio, Pontecagnano Faiano     | Due Principati   | -     | Montale        | annullata                  |

##### Girone di ritorno
| 6ª giornata - 14 marzo 2020 Centro Pavesi, Milano                        | Club Italia    | - | Due Principati   | annullata |
| 7ª giornata - 22 marzo 2020 Palazzetto Sant'Antonio, Pontecagnano Faiano | Due Principati | - | Cutrofiano       | annullata |
| 8ª giornata - 29 marzo 2020 Palestra comunale, Talmassons                | Talmassons     | - | Due Principati   | annullata |
| 9ª giornata - 5 aprile 2020 Palazzetto Sant'Antonio, Pontecagnano Faiano | Due Principati | - | Academy Sassuolo | annullata |
| 10ª giornata - 11 aprile 2020 Palestra Magagni, Castelnuovo Rangone      | Montale        | - | Due Principati   | annullata |

## Statistiche

### Statistiche di squadra
| Competizione | Punti | In casa | In casa | In casa | In trasferta | In trasferta | In trasferta | Totale | Totale | Totale |
| Competizione | Punti | G       | V       | P       | G            | V            | P            | G      | V      | P      |
| ------------ | ----- | ------- | ------- | ------- | ------------ | ------------ | ------------ | ------ | ------ | ------ |
| Serie A2     | 25    | 11      | 7       | 4       | 10           | 2            | 8            | 21     | 9      | 12     |
| Totale       | -     | 11      | 7       | 4       | 10           | 2            | 8            | 21     | 9      | 12     |

G = partite giocate; V = partite vinte; P = partite perse

### Statistiche dei giocatori
| Giocatore     | Serie A2 | Serie A2 | Serie A2 | Serie A2 | Serie A2 | Totale | Totale | Totale | Totale | Totale |
| Giocatore     | P        | PT       | AV       | MV       | BV       | P      | PT     | AV     | MV     | BV     |
| ------------- | -------- | -------- | -------- | -------- | -------- | ------ | ------ | ------ | ------ | ------ |
| A. Amaturo    | 1        | 0        | ?        | ?        | ?        | 1      | 0      | ?      | ?      | ?      |
| G. Bartesaghi | 16       | 142      | ?        | ?        | ?        | 16     | 142    | ?      | ?      | ?      |
| M. D'Arco     | 11       | 5        | ?        | ?        | ?        | 11     | 5      | ?      | ?      | ?      |
| S. De Lellis  | 21       | 47       | ?        | ?        | ?        | 21     | 47     | ?      | ?      | ?      |
| K. Esdelle    | 19       | 383      | ?        | ?        | ?        | 19     | 383    | ?      | ?      | ?      |
| Mari. Ferrara | 20       | 106      | ?        | ?        | ?        | 20     | 106    | ?      | ?      | ?      |
| Mart. Ferrara | 16       | 0        | ?        | ?        | ?        | 16     | 0      | ?      | ?      | ?      |
| L. Martinuzzo | 20       | 88       | ?        | ?        | ?        | 20     | 88     | ?      | ?      | ?      |
| M. Norgini    | 16       | 5        | ?        | ?        | ?        | 16     | 5      | ?      | ?      | ?      |
| J. Panucci    | 19       | 173      | ?        | ?        | ?        | 19     | 173    | ?      | ?      | ?      |
| A. Peruzzi    | 1        | 0        | ?        | ?        | ?        | 1      | 0      | ?      | ?      | ?      |
| D. Sestini    | 14       | 24       | ?        | ?        | ?        | 14     | 24     | ?      | ?      | ?      |
| A. Travaglini | 21       | 154      | ?        | ?        | ?        | 21     | 154    | ?      | ?      | ?      |

P = presenze; PT = punti totali; AV = attacchi vincenti; MV = muri vincenti; BV = battute vincenti